# The Last of Tha Pound
Albums de Tha Dogg Pound
2002
(2001) Dillinger & Young Gotti II: Tha Saga Continuez...
(2005)
The Last of Tha Pound est une compilation de Tha Dogg Pound, sortie le 27 avril 2004.

## Liste des titres
| No  | Titre                                                               | Contient un (des) sample(s) de | Durée |
| --- | ------------------------------------------------------------------- | ------------------------------ | ----- |
| 1.  | Don't Stop, Keep Goin (Original Unreleased Version) (featuring Nas) | Funk You Up de The Sequence    | 5:04  |
| 2.  | It Ain't My Fault (Pussy-Eater Cum-Hand Marion) (featuring Bad Azz) |                                | 3:45  |
| 3.  | What tha People Say                                                 |                                | 5:46  |
| 4.  | School Yard (D.P.G.C. High)                                         |                                | 3:14  |
| 5.  | Got to Get It Get It (featuring Foxy Brown)                         |                                | 3:39  |
| 6.  | Some Likk Coochie & Some Likk Dick                                  |                                | 3:24  |
| 7.  | Stories of Hoez We Know                                             |                                | 3:51  |
| 8.  | Jakkmove (featuring Outlawz)                                        |                                | 5:20  |
| 9.  | We R Them Dogg Pound Gangstaz                                       |                                | 2:45  |
| 10. | Started                                                             |                                | 5:32  |